# Резервный фонд
Резе́рвный фонд — специальный денежный фонд компании, составляемый из сумм, отчисляемых из чистой годовой прибыли на случай определённых обязательств и непредвиденных расходов, с целью пополнения и восстановления основного капитала. Размер отчислений иногда определяется уставами предприятий.
Как правило, резервный фонд создаётся для покрытия безнадёжных долгов, для амортизации и для дивидендов, в случае недостаточной прибыли. Резервный фонд для акционерных обществ в России должен составлять не менее 5% от его уставного капитала. При этом размер ежегодных отчислений в резервный фонд должен быть не менее 5% от чистой прибыли.
Российское законодательство регламентирует создание резервных фондов органов исполнительной власти и органов местного самоуправления, это предусмотрено для расходных частей бюджетов всех уровней бюджетной системы страны. В 2008 году был создан Резервный фонд Российской Федерации (в 2018 году присоединён к Фонду национального благосостояния).

## Встраховании
В страховании создается несколько видов резервных фондов, обычно называемых страховыми резервами и отличающихся по назначению и способу формирования. В страховых обществах различают:
- резерв незаработанной премии;
- резерв заявленных, но неурегулированных убытков;
- резерв произошедших, но не заявленных убытков;
- стабилизационный резерв;
- другие виды резервов.